# Neptunite
La neptunite est une espèce minérale appartenant au groupe des silicates et au sous-groupe des inosilicates de formule KNa2Li(Fe2+,Mn)2Ti2Si8O24, avec des  traces de Ca. Les cristaux peuvent atteindre une taille de 7,5 cm . 

## Historique de la description et appellations

### Inventeur et étymologie
Décrite par le minéralogiste Flink en 1893. Dédié à Neptune, dieu de la mer dans la mythologie romaine, pour sa proche ressemblance - ou son association - dans la localité type avec l'Aégirine (du géant Ægyr, maître de la mer dans les mythologies scandinaves).

### Topotype
GisementDans les pegmatites à néphéline de Narssârssuk, Igaliko, Narsaq, province de Kitaa (ouest Groenland), Groenland
Les échantillonsles échantillons types sont conservés à l'Université de Copenhague, Copenhague, Danemark.

### Synonymie
- Carlosite (George Davis Louderback et Walter C. Blasdale 1907) : nom dérivé de San Carlos Peak, dans le comté de San Benito en Californie, localité où avaient été trouvés les échantillons[6].
- Ferroneptunite [7]

## Caractéristiques physico-chimiques

### Cristallochimie
- Elle forme une série avec la manganoneptunite.
- Elle est le chef de file d'un groupe qui porte son nom.

Groupe de la neptunite
- Neptunite KNa2Li(Fe2+,Mn)2Ti2Si8O24  Cc m
- Manganoneptunite  KNa2Li(Mn,Fe)2Ti2Si8O24 C 2/m 2/m
- Watatsumiite   Na2KMn2LiV2Si8O24 Cc m
- IMA2009-009  KNa2Li(Mg,Fe)2Ti2Si8O24 C 2/m 2/m

### Cristallographie

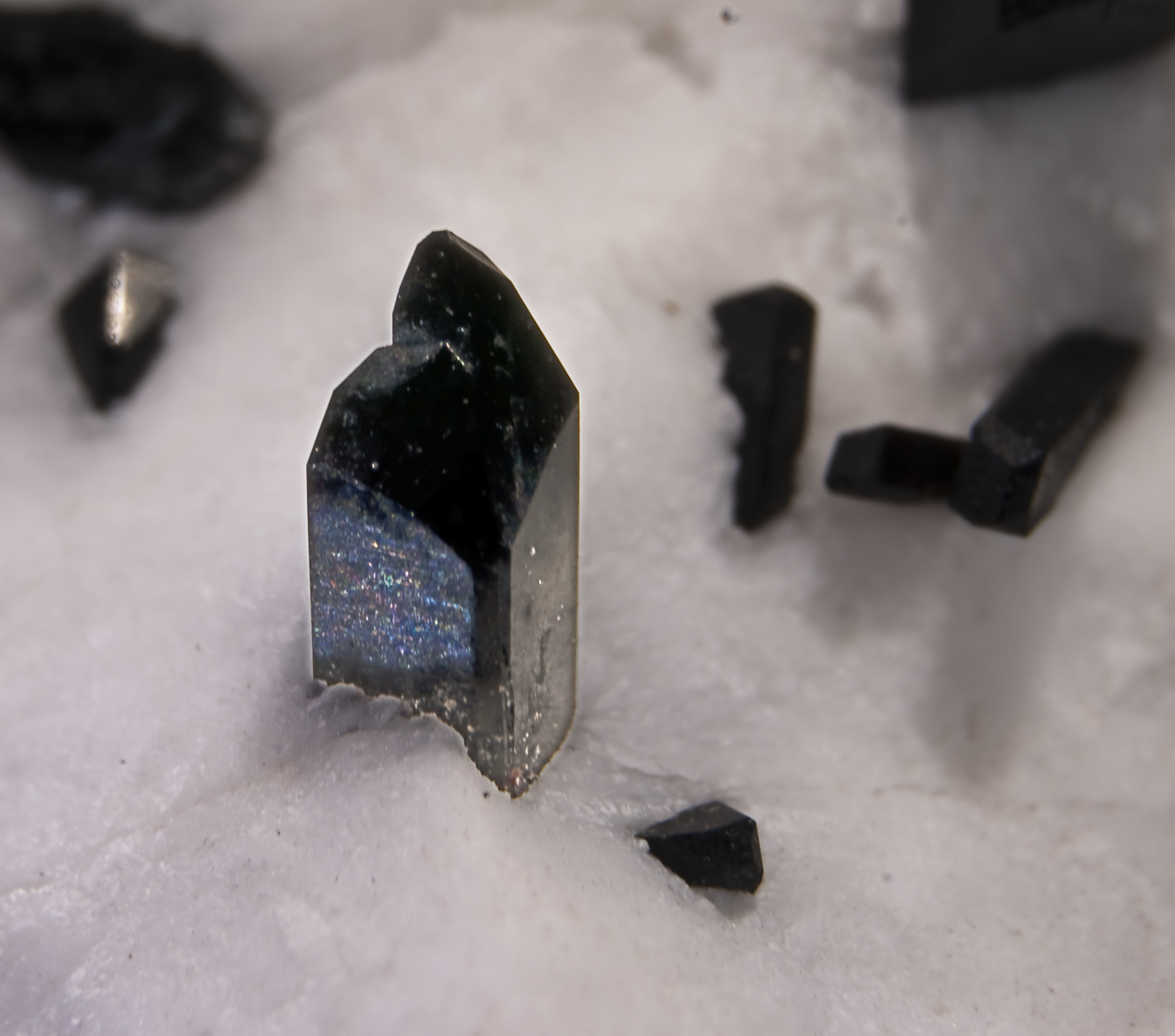
Neptunite macle sur {301}.

- Paramètres de la maille conventionnelle : a = 16,46 Å, b = 12,5 Å, c = 10,01 Å, Z = 4; β = 115,4 ° V = 1 860,47 Å3
- Densité calculée = 3,24

## Gîtologie
- dans les veines de natrolite coupant des schistes à glaucophane dans un corps de serpentine.

### Minéraux associés
- aegirine, arfvedsonite, eudialyte (Narssarssuk, Groenland)
- bénitoïte, joaquinite-(Ce), natrolite (San Benito Co., Californie)
- nordite-(La), lomonosovite, sodalite, ussingite (Péninsule de Kola, Russie).

### Gîtologie et minéraux associés
- Australie

Wood's Reef, Nouvelle-Galles du Sud
- Canada

Pegmatites syénitiques du Mont Saint-Hilaire, Québec.
- États-Unis

San Benito, Comté de San Benito, Californie
- Groenland

Narssârssuk, Igaliko, Narsaq, province de Kitaa (ouest Groenland) 
- Russie

Takhtarvumchorr Mt, Massif des Khibiny, Péninsule de Kola